# 柯明樹

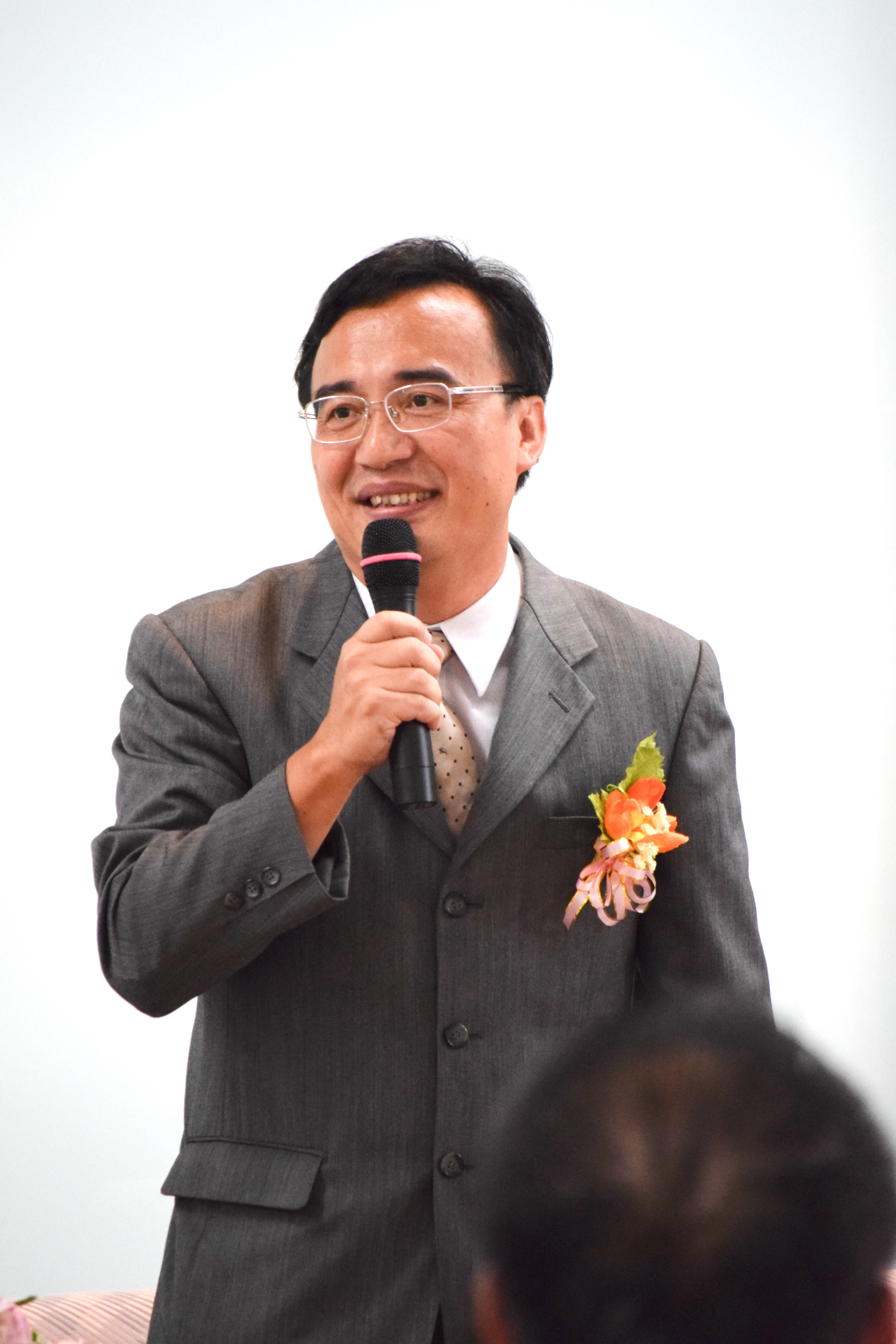
攝於2015年

柯明樹為臺北市立大同高級中學現任校長，原大同高中校長莊智鈞轉任臺北市立建國高級中學校長後，通過遴選於2022年8月就任。
曾任台北市立麗山高級中學校長、教務主任等職，曾在2015年7月麗中校長就職典禮上宣布聘請首任校長鄭顯三、退休校長陳偉泓為校務發展委員會顧問。